# George Evelyn Hutchinson
George Evelyn Hutchinson (* 30. Januar 1903 in Cambridge; † 17. Mai 1991 in England) war ein englischer Limnologe und Ökologe.

## Leben und Wirken
Er lebte und arbeitete bis kurz vor seinem Tod in den USA. Er gilt im englischsprachigen Raum als der „Vater der modernen Limnologie“ und auch als „Vater der Ökologie“.
Hutchinson besuchte die Gresham’s School in Norfolk.
Er begann seine wissenschaftliche Laufbahn mit einer Untersuchung von Wasserinsekten, entwickelte sich dabei aber zunächst zu einem Physiologen. Mit einem Rockefeller-Stipendium ging er 1925 nach Neapel in Italien und untersuchte Hormonwirkungen auf die Entwicklung von Fröschen. Im gleichen Jahr nahm er einen Lehrauftrag für Zoologie in Witwatersrand an. Dort arbeitete er über die Systematik von Schnabelkerfen, kam mit anthropologischen Arbeiten in Afrika in Berührung und beteiligte sich schließlich an einer ökologisch orientierten Studie über dortige Seen und Pfannen. 1928 erhielt er eine postdoctoral fellowship an der Yale University, der er von nun an bis zu seinem Tod angehörte. Er beschäftigte sich seit dieser Zeit intensiv mit der Literatur über Binnengewässer und über die Ökologie von Tieren sowie mit den damaligen Ideen über die funktionelle Struktur von Organismengemeinschaften. Er kannte eine Vielzahl von Seen  und führte zusammen mit zwei Mitarbeitern eine aufwendige, ökologisch orientierte Studie durch. Eine der Mitarbeiterinnen war die Biologin Grace Evelyn Pickford, die er als erste Frau heiratete und von der er sich 1933 einvernehmlich wieder scheiden ließ und seine zweite Frau Margaret heiratete. Er selbst sah sich von da an als einen Limnologen. 1931/32 nahm er an der großen Indien-Expedition der Yale-University teil.
Von nun an widmete sich Hutchinson allen Aspekten der Gewässer und vereinigte die Sichtweise der verschiedenen Naturwissenschaften auf die Betrachtung dieses Gegenstandes. Seine Arbeiten konzentrierten sich zunächst auf die physikalischen und chemischen Aspekte der Seen und nahmen dann zunehmend biologische Aspekte mit herein, die Wechselbeziehungen zwischen Lebewesen und den chemischen Verhältnissen im Gewässer, und schließlich Aspekte der evolutionären Ökologie. In diesem Zusammenhang entwickelte Hutchinson das Konzept der ökologischen Nische, das heute zu den Grundkonzepten der Ökologie gehört und auch in den allgemeinen Sprachgebrauch eingegangen ist.
Hutchinson veröffentlichte im Jahr 1950 das Werk „The Biogeochemistry of Vertebrate Excretion“, das sich mit Guano und dem biogeochemischen Kreislauf von Phosphor befasst. Bis heute ist dies die umfassendste und meistzitierte Arbeit zu Guano.
Hutchinson erstellte ab 1957 ein umfassendes Lehrwerk der Limnologie, den „Treatise on Limnology“, dessen letzter Band noch postum 1993 erschien. In seiner Themenfolge bildet sich der wissenschaftliche Weg des Autors ab.
Auf Hutchinson geht ein reichhaltiger Stammbaum von bekannten Ökologen und Limnologen weltweit zurück, die bei ihm oder bei einem seiner Schüler promovierten. Zu seinen unmittelbaren Schülern gehören W. Thomas Edmondson (1916–2000) Raymond Laurel Lindeman  (1915–1942), Edward Smith Deevey, J. Shapiro, E.A. McLaren (mit seinem Schüler Heinz Löffler in Wien), Howard T. Odum, Lawrence B. Slobodkin, J. R. Vallentyne, Frederick Edward Smith und P. H. Klopfer, J. L. Brooks (mit seinem Schüler Jürgen Jacobs in München), um nur die bekanntesten zu nennen.
1949 wurde Hutchinson in die American Academy of Arts and Sciences gewählt, 1950 in die National Academy of Sciences (die ihm 1984 die Daniel Giraud Elliot Medal verlieh) und 1956 in die American Philosophical Society. 1983 wurde er als auswärtiges Mitglied in die Royal Society aufgenommen.
Er heiratete 1985 Anne Twitty Goldsby und durch ihre Anwesenheit war es ihm möglich, 1986 den Kyoto-Preis in Japan persönlich entgegenzunehmen. 

## Schriften
- Survey of the contemporary knowledge of biogeochemistry: 3. The Biogeochemistry of vertebrate excretion. Am. Mus. Nat. Hist. Bull., 96, 1950, 554 Seiten
- A treatise on limnology. Wiley, New York.

Bd. 1: Geography, Physics and Chemistry. 1957.
Bd. 2: Introduction to lake biology and the limnoplankton. 1967.
Bd. 3: Limnological Botany. 1975.
Bd. 4: The Zoobenthos. 1993.
- Homage to Santa Rosalia, or why are there so many kinds of animals? In: American Naturalist. Bd. 93, 1959, S. 245–249.
- The paradox of the plankton. In: American Naturalist. Bd. 95, 1961, S. 137–145.
- The Kindly Fruits of the Earth: Recollections of an Embryo Ecologist. Yale University Press, New Haven 1979, ISBN 0-300-02272-7.

## Auszeichnungen
- Naumann-Medaille 1959
- Kyoto-Preis 1986